# Cuadrilla de Añana
Die Comarca Cuadrilla de Añana ist eine der sieben Comarcas in der Provinz Álava.
Die im Westen der Provinz gelegene Comarca umfasst 10 Gemeinden auf einer Fläche von 718,62 km².

## Gemeinden
| Gemeinde                    | Einwohner (2024) | Fläche km² | Dichte Einw./km² | Cod INE | Postleitzahl               |
| --------------------------- | ---------------- | ---------- | ---------------- | ------- | -------------------------- |
| Añana                       | 142              | 21,92      | 6                | 01049   | 01426                      |
| Armiñón                     | 247              | 12,94      | 19               | 01006   | 01220                      |
| Berantevilla                | 459              | 35,73      | 13               | 01014   | 01211                      |
| Iruña de Oca                | 3.625            | 53,25      | 68               | 01901   | 01191, 01195, 01230, 01428 |
| Kuartango                   | 408              | 84,39      | 5                | 01020   | 01430                      |
| Lantarón                    | 926              | 67,49      | 14               | 01902   | 01213                      |
| Ribera Alta                 | 845              | 119,78     | 7                | 01046   | 01420                      |
| Ribera Baja/Erribera Beitia | 1.439            | 25,36      | 57               | 01047   | 01213                      |
| Valdegovía                  | 1.072            | 238,27     | 4                | 01055   | 01426                      |
| Zambrana                    | 442              | 39,51      | 11               | 01062   | 01212                      |
| Comarca Cuadrilla de Añana  | 9.605            | 718,62     | 13               | –       | –                          |

Zur Comarca gehört noch das im Nordosten liegende gemeindefreie Gebiet Comunidad de la Sierra Brava de Badaya mit einer Fläche von 19,98 km².